# بلو سكاي
بلو سكاي (بالإنجليزية: Blue Sky)‏ هو رسام وفنان أمريكي، ولد في 1938.